# Club Lake (Antarktika)
Der Club Lake (englisch für Keulensee) ist ein 2,5 km langer Salzwassersee mit nordost-südwestlicher Ausrichtung im ostantarktischen Prinzessin-Elisabeth-Land. Er liegt im Zentrum der Breidnes-Halbinsel in den Vestfoldbergen. Seine unregelmäßige Form erinnert an eine Keule.
Luftaufnahmen der US-amerikanischen Operation Highjump (1946–1947) dienten seiner Kartierung. Teilnehmer einer von 1957 bis 1958 dauernden Kampagne im Rahmen der Australian National Antarctic Research Expeditions nahmen Vermessungen und die deskriptive Benennung vor.
Joshua Hamm et al. berichteten 2019 über die Lebensbedingungen von Nanohaloarchaeota (Archaeen des Superphylums DPANN) in dem hypersalinen See.